# Закви
Закви (груз. ზაკვი, арм. Զակ) — село в Грузии, на территории Ахалкалакского муниципалитета края (мхаре) Самцхе-Джавахети.

## География
Село находится в южной части Грузии, на берегах реки Баралетисцкали, на расстоянии приблизительно 10 километров (по прямой) к северо-северо-востоку от города Ахалкалаки, административного центра муниципалитета. Абсолютная высота — 1700 метров над уровнем моря.

## Население
По результатам официальной переписи населения 2014 года, в Закви проживало 386 человека (190 мужчин и 196 женщин). В национальной структуре населения армяне составляли 100 %.
| Год  | Население, человек |
| ---- | ------------------ |
| 2002 | 785                |
| 2014 | ↘ 386              |